# Árpád Élő
Árpád Emrick (Imre) Élő (Egyházaskesző, Hongria, 25 d'agost de 1903 - Brookfield (Wisconsin), Estats Units, 5 de novembre de 1992), fou un científic i jugador d'escacs estatunidenc.

## Biografia
Els seus pares eren grangers d'origen hongarès, que van emigrar als Estats Units el 1913 i es van establir a la ciutat de Cleveland (Ohio), la qual cosa li va permetre estudiar física a la Universitat de Chicago i posteriorment impartir-la en una universitat de Milwaukee (1926) i posteriorment a la universitat de Marquette, Wisconsin.
Tot i que els escacs no eren per a ell més que una afició entre d'altres, Árpád Élő va ser un fort jugador. A la dècada dels 1930 era el millor jugador de Milwaukee, una de les ciutats punteres en escacs dels Estats Units. Va guanyar el campionat de Wisconsin vuit cops, i va aconseguir empatar contra Reuben Fine, un dels millors jugadors del món, després de repetir una mateixa posició tres vegades. També va presidir la Federació d'Escacs dels Estats Units.

## Sistema de puntuació Elo
És més conegut per haver desenvolupat un sistema d'estimació de l'habilitat dels jugadors d'escacs, el sistema de puntuació Elo. Aquest sistema s'ha aplicat també a altres jocs d'habilitat, com el go.
El sistema original d'avaluació dels jugadors d'escacs fou creat el 1950 per Kenneth Harkness, de la Federació Nord-Americana d'Escacs. Cap al 1960, i fent servir les dades del sistema d'avaluació de Harkness, Elo va desenvolupar la seva pròpia fórmula, amb una millor base estadística, millorant el sistema de Harkness. El nou mètode ideat per Elo va ser ràpidament acceptat als Estats Units, i el 1970, la FIDE el va adoptar com a sistema de puntuació universal.